# Parischasia
Parischasia is een kevergeslacht uit de familie van de boktorren (Cerambycidae). De wetenschappelijke naam van het geslacht werd voor het eerst geldig gepubliceerd in 2005 door Tavakilian & Peñaherrera.

## Soorten
Parischasia omvat de volgende soorten:
- Parischasia champenoisi Tavakilian & Peñaherrera, 2005
- Parischasia ligulatipennis (Gounelle, 1911)